# Hans Rydberg (botaniker)
Hans Rydberg, född 1947, är en svensk botaniker.
Han var bland initiativtagarna till den inventering av Södermanlands kärlväxtflora som mynnade ut i verket Sörmlands flora (2001), och var en av bokens huvudförfattare. År 1984 gav han också ut en introduktionsbok till botaniken, Fältbotanik.
Rydberg har även arbetat med en flora över Nyköpings kommun, som gavs ut 2019, och har genom åren gjort otaliga inventeringar av växter och svampar.
2021 mottog han Svenska botaniska föreningens pris Guldluppen "för sitt stora engagemang för botaniken under fyra decennier".